# Especial Cannes: 50 Anos de Festival
Pour plus de détails, voir Fiche technique et Distribution.
Especial Cannes : 50 Anos de Festival est un documentaire narré de Fernando Matos Silva sur le Festival de Cannes, et plus particulièrement ses 50 ans, sorti en 1997.

## Synopsis
Ce documentaire retrace les 50 ans du festival de cinéma le plus médiatisé au monde.

## Fiche technique
- Réalisation : Fernando Matos Silva
- Scénario : Elisabete Caramelo
- Production :
  - Isabel Santos Matos
  - Luís Matos
  - Vasco Napoleão
- Photographie :
  - José Luís Carvalhosa
  - Zézé Gamboa
  - Rui Poças
- Genre : Documentaire
- Tourné au  Portugal
- Format : Couleur
- Format du son : Stéréo
- Date de sortie : 1997

## Distribution
- Elisabete Caramelo
- António de Macedo
- Manoel de Oliveira
- Diogo Dória
- Leonor Silveira